# Туран-шах II ібн Аюб
Аль-Малік аль-Муаззам Гіяс ад-Дін Туран-шах ібн Аюб (помер 2 травня 1250) — емір Хісн Кайфи (1239–1249), емір Дамаска (1249–1250), останній єгипетський султан з династії Аюбідів.

## Життєпис
За часів правління у Єгипті його батька, султана Ас-Саліха, Туран-шах перебував в Іраку, де керував Хісн Кайфою. 1249 року французькі війська під командуванням короля Людовика IX, який оголосив Сьомий хрестовий похід, вторглись до Єгипту й 6 червня захопили Дам'єтту. У листопаді того ж року хрестоносці почали наступ на Каїр. У той момент несподівано помер султан Ас-Саліх. Оскільки Туран-шах, будучи спадкоємцем престолу, був далеко від Єгипту, кохана наложниця султана Ас-Саліха Шаджар ад-Дурр і головний шейх приховали факт смерті султана, потай викликали Туран-шаха з іракськими військами та почали видавати укази від імені покійного. Одним з таких указів військам було наказано скласти присягу Туран-шаху як спадкоємцю престолу.
8–11 лютого 1250 року армія хрестоносців під проводом графа Робера I д'Артуа була вщент розбита Фахр ад-Дінином під Ель-Мансурою (причому, у битві загинули і граф Робер д'Артуа, й атабек Фахр ад-Дін). У той час до Ель-Мансури на чолі своїх військ підійшов Туран-шах. У березні 1250 року французи були остаточно розбиті, а король Людовик IX потрапив у полон до султана Туран-шаха.

## Убивство Туран-шаха II

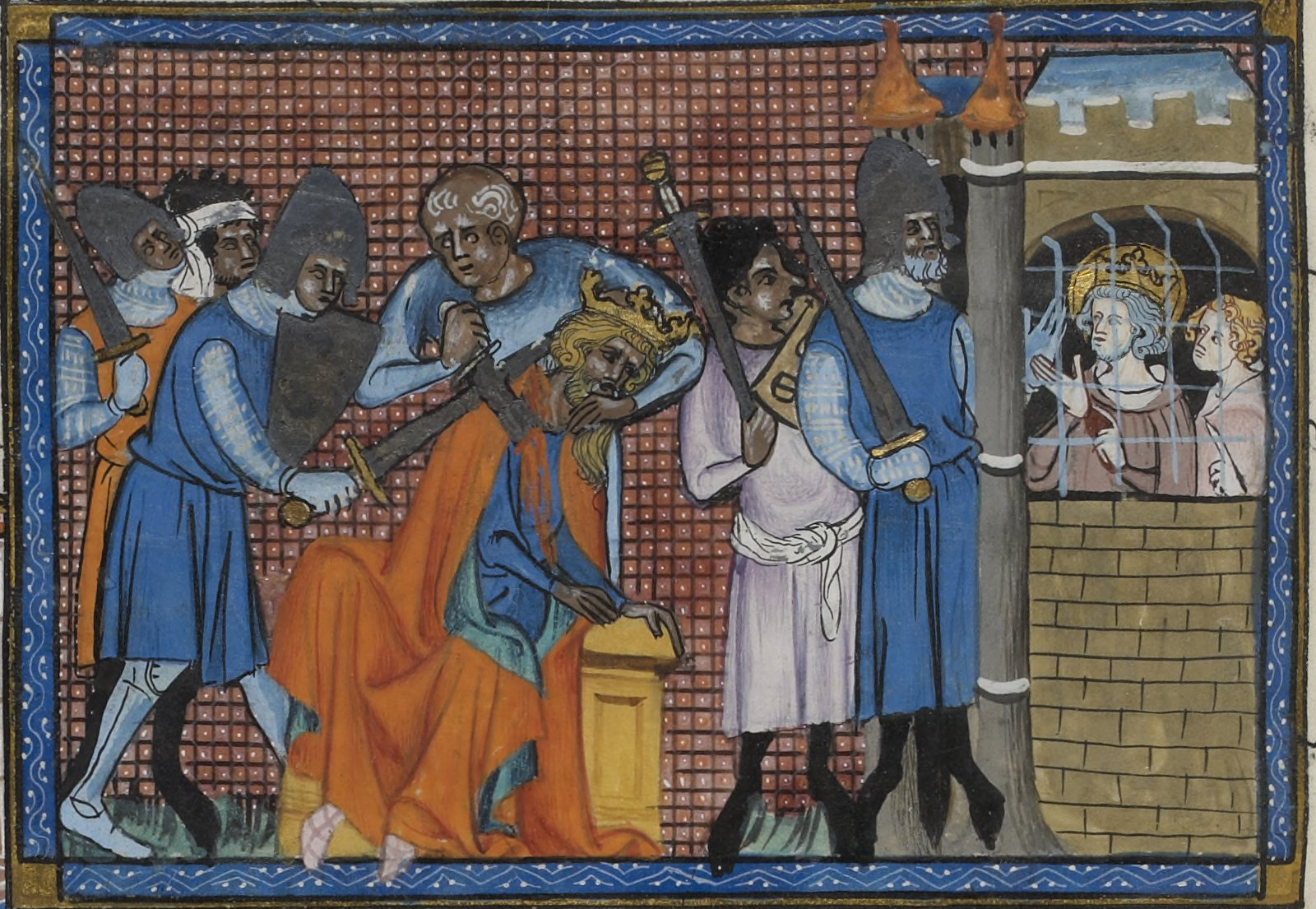
Убивство мамлюками султана Туран-шаха поряд із вежею, де перебував полонений король-хрестоносець Людовик IX Святий. Французька мініатюра XIV століття

Туран-шах прибув на чолі своєї гвардії «муаззія» й одразу почав розставляти на ключові військові й адміністративні посади своїх воєначальників, усуваючи від влади мамлюків-бахридів на чолі з Шаджар ад-Дурр, яким він був зобов'язаний своїм сходженням на престол. Таке протистояння дуже швидко призвело до відкритого конфлікту, що підігрівалось палким норовом і пристрастю до спиртного султана Туран-шаха. Деякі джерела повідомляють, що султан відкрито ображав мамлюкських емірів, а будучи п'яним навіть бив їх. Окрім того, Туран-шах звинуватив Шаджар ад-Дурр у прагненні захопити владу у державі. На початку 1250 року Туран-шах ужив невдалої спроби відбити у мамлюків Каїр. Під час однієї з подальших п'яних гулянок султан напившись почав розмахувати шаблею і нарізав собі пальці. Це викликало сміх у віртуозно володіли холодною зброєю мамлюків. Охоплений гнівом і досадою, Туран-шах наказав убити мамлюків, що сміялися, а заразом і всіх присутніх. Ті, у свою чергу, побачивши, що він не жартує, накинулися на нього, але Туран-шаху вдалося вислизнути і сховатися в дерев'яній вежі, що збудована за його наказом. Мамлюки оточили вежу, обстріляли та підпалили її. Туран-шах кинувся у Ніл, однак один з емірів, майбутній султан Бейбарс, наздогнав його та вбив.
Правління Туран-шаха II тривало лише 70 днів.